# Giải Pulitzer cho tác phẩm phi hư cấu nói chung
Giải Pulitzer cho tác phẩm phi hư cấu nói chung (tiếng Anh: Pulitzer Prize for General Non-Fiction) là một trong các giải Pulitzer, dành cho các sách phi hư cấu nói chung của một tác giả người Mỹ.
Giải này được thiết lập năm 1962. Bắt đầu từ thập niên 1980, có công bố thêm các sách lọt vào vòng chung kết.

## Những người đoạt giải

### Thập niên 1960
- 1962: The Making of the President, 1960 của Theodore White
- 1963: The Guns of August của Barbara W. Tuchman
- 1964: Anti-intellectualism in American Life của Richard Hofstadter
- 1965: O Strange New World của Howard Mumford Jones
- 1966: Wandering Through Winter của Edwin Way Teale
- 1967: The Problem of Slavery in Western Culture của David Brion Davis
- 1968: Rousseau and Revolution, tập 10 trong bộ The Story of Civilization, của Will & Ariel Durant.
- 1969: So Human an Animal của Rene Jules Dubos
- 1969: The Armies of the Night của Norman Mailer

### Thập niên 1970
- 1970: Gandhi's Truth của Erik H. Erikson
- 1971: The Rising Sun của John Toland
- 1972: Stilwell and the American Experience in China, 1911-45 của Barbara W. Tuchman
- 1973: Fire in the Lake: The Vietnamese and the Americans in Vietnam của Frances FitzGerald
- 1973: Children of Crisis, tập 2 & 3, của Robert Coles
- 1974: The Denial of Death của Ernest Becker
- 1975: Pilgrim at Tinker Creek của Annie Dillard
- 1976: Why Survive? Being Old In America của Robert Neil Butler
- 1977: Beautiful Swimmers của William W. Warner
- 1978: The Dragons of Eden của Carl Sagan
- 1979: On Human Nature của Edward O. Wilson

### Thập niên 1980
- 1980: Gödel, Escher, Bach: an Eternal Golden Braid của Douglas Hofstadter
  - The Madwoman in the Attic của Sandra Gilbert & Susan Gubar
  - The Medusa and the Snail của Lewis Thomas
- 1981: Fin-de-Siècle Vienna: Politics and Culture của Carl E. Schorske
  - China Men của Maxine Hong Kingston
  - Goodbye, Darkness: A Memoir of the Pacific War của William Manchester
  - Southerners: A Journalist's Odyssey của Marshall Frady
- 1982: The Soul of a New Machine của Tracy Kidder
  - Basin and Range của John McPhee
  - Mrs. Harris: The Death of the Scarsdale Diet Doctor của Diana Trilling
- 1983: Is There No Place on Earth for Me? của Susan Sheehan
  - The Fate of the Earth của Jonathan Schell
  - Terrorists and Novelists của Diane Johnson
- 1984: The Social Transformation of American Medicine của Paul Starr
  - Conversations With the Enemy của Winston Groom & Duncan Spencer
  - Endless Enemies của Jonathan Kwitny
- 1985: The Good War: An Oral History of World War Two của Studs Terkel
  - Endless Enemies của Jonathan Kwitny
  - Dawn to the West của Donald Keene
- 1986 (2 người đoạt giải): Common Ground: A Turbulent Decade in the Lives of Three American Families của J. Anthony Lukas
- Move Your Shadow: South Africa, Black and White của Joseph Lelyveld (đồng hạng)
  - Habits and the Heart: Individualism and Commitment in American Life của Robert Neelly Bellah
- 1987: Arab and Jew: Wounded Spirits in a Promised Land của David K. Shipler
  - Rising from the Plains của John McPhee
  - Rain or Shine: A Family Memoir của Cyra McFadden
- 1988: The Making of the Atomic Bomb của Richard Rhodes
  - Chaos: Making a New Science của James Gleick
  - Setting Limits: Medical Goals in an Aging Society của Daniel Callahan
- 1989: A Bright Shining Lie: John Paul Vann and America in Vietnam của Neil Sheehan
  - The Last Farmer của Howard Kohn
  - Coming of Age in the Milky Way của Timothy Ferris

### Thập niên 1990
- 1990: And Their Children After Them của Dale Maharidge & Michael Williamson
  - Wonderful Life: The Burgess Shale and the Nature of History của Stephen Jay Gould
  - A Peace to End All Peace: Creating the Modern Middle East 1914-1922 của David Fromkin
- 1991: The Ants của Bert Hölldobler & Edward O. Wilson
  - Looking for a Ship của John McPhee
  - River of Traps: A Village Life của William duBuys & Alex Harris
- 1992: The Prize: The Epic Quest for Oil, Money, and Power của Daniel Yergin
  - Chain Reaction: The Impact of Race, Rights, and Taxes on American Politics của Thomas Byrne Edsall & Mary D. Edsall
  - Broken Vessels của Andre Dubus
- 1993: Lincoln at Gettysburg: The Words That Remade America của Garry Wills
  - Days of Obligation: An Argument with My Mexican Father của Richard Rodriguez
  - Where the Buffalo Roam của Anne Matthews
  - A Chorus of Stones: The Private Life of War của Susan Griffin
- 1994: Lenin's Tomb: The Last Days of the Soviet Empire của David Remnick
  - The Cultivation of Hatred: The Bourgeois Experience, Victoria to Freud của Peter Gay
  - The End of the Twentieth Century: And the End of the Modern Age của John Lukacs
- 1995: The Beak of the Finch: A Story of Evolution in Our Time của Jonathan Weiner
  - How We Die: Reflections on Life's Final Chapter của Sherwin B. Nuland
  - Midnight in the Garden of Good and Evil: A Savannah Story của John Berendt
- 1996: The Haunted Land: Facing Europe's Ghosts After Communism của Tina Rosenberg
  - Mr. Wilson's Cabinet of Wonder của Lawrence Weschler
  - Darwin's Dangerous Idea: Evolution and The Meanings of Life của Daniel C. Dennett
- 1997: Ashes to Ashes: America's Hundred-Year Cigarette War, the Public Health, and the Unabashed Triumph of Philip Morris của Richard Kluger
  - Fame and Folly của Cynthia Ozick
  - The Inheritance: How Three Families and America Moved from Roosevelt to Reagan and Beyond của Samuel G. Freedman
- 1998: Guns, Germs, and Steel: The Fates of Human Societies của Jared Diamond
  - How the Mind Works của Steven Pinker
  - Into Thin Air: A Personal Account of the Mt. Everest Disaster của Jon Krakauer
- 1999: Annals of the Former World của John McPhee
  - The Nurture Assumption: Why Children Turn Out the Way They Do của Judith Rich Harris
  - Crime and Punishment in America của Elliott Currie

### Thập niên 2000
- 2000: Embracing Defeat: Japan in the Wake of World War II của John W. Dower
  - The Elegant Universe: Superstrings, Hidden Dimensions and the Quest for the Ultimate Theory của Brian Greene
  - Living on the Wind: Across the Hemisphere with Migratory Birds của Scott Weidensaul
- 2001: Hirohito and the Making of Modern Japan của Herbert P. Bix
  - A Heartbreaking Work of Staggering Genius của Dave Eggers
  - Newjack: Guarding Sing Sing của Ted Conover
- 2002: Carry Me Home: Birmingham, Alabama, the Climactic Battle of the Civil Rights Revolution của Diane McWhorter
  - The Noonday Demon: An Atlas of Depression của Andrew Solomon
  - War in a Time of Peace: Bush, Clinton, and the Generals của David Halberstam
- 2003: "A Problem from Hell": America and the Age of Genocide của Samantha Power
  - The Anthropology of Turquoise: Meditations on Landscape, Art, and Spirit của Ellen Meloy
  - The Blank Slate: The Modern Denial of Human Nature của Steven Pinker
- 2004: Gulag: A History của Anne Applebaum
  - The Mission: Waging War and Keeping Peace with America's Military của Dana Priest
  - Rembrandt's Jews của Steven Nadler
- 2005: Ghost Wars: The Secret History of the CIA, Afghanistan, and Bin Laden, from the Soviet Invasion to ngày 10 tháng 9 năm 2001 của Steve Coll
  - The Devil's Highway: A True Story của Luis Alberto Urrea
  - Maximum City: Bombay Lost and Found của Suketu Mehta
- 2006: Imperial Reckoning: The Untold Story of Britain's Gulag in Kenya của Caroline Elkins
  - The Assassins' Gate: America in Iraq của George Packer
  - Postwar: A History of Europe Since 1945 của Tony Judt
- 2007: The Looming Tower: Al-Qaeda and the Road to 9/11 của Lawrence Wright
  - Crazy: A Father's Search Through America's Mental Health Madness của Pete Earley
  - Fiasco: The American Military Adventure in Iraq của Thomas E. Ricks
- 2008: The Years of Extermination: Nazi Germany and the Jews, 1939-1945 của Saul Friedlander
  - The Cigarette Century của Allan M. Brandt
  - The Rest Is Noise: Listening to the Twentieth Century của Alex Ross
- 2009: Slavery by Another Name: The Re-Enslavement of Black Americans from the Civil War to World War II của Douglas A. Blackmon
  - The Bitter Road to Freedom: A New History of the Liberation of Europe của William I. Hitchcock
  - Gandhi and Churchill: The Epic Rivalry That Destroyed an Empire and Forged Our Age của Arthur L. Herman

### Thập niên 2010
- 2010: The Dead Hand: The Untold Story of the Cold War Arms Race and Its Dangerous Legacy của David E. Hoffman
  - The Evolution of God của Robert Wright
  - How Markets Fail: The Logic of Economic Calamities của John Cassidy
- 2011: Emperor of All Maladies: A Biography of Cancer của Siddhartha Mukherjee
  - The Shallows: What the Internet is Doing to Our Brains của Nicholas G. Carr
  - Empire of the Summer Moon: Quanah Parker and the Rise and Fall of the Comanches, the Most Powerful Indian Tribe in American History của S.C. Gwynne
- 2012: The Swerve: How the World Became Modern của Stephen Greenblatt
  - One Hundred Names For Love: A Stroke, a Marriage, and the Language of Healing của Diane Ackerman
  - Unnatural Selection: Choosing Boys over Girls, and the Consequences of a World Full of Men của Mara Hvistendahl
- 2013: Devil in the Grove: Thurgood Marshall, the Groveland Boys, and the Dawn of a New America của Gilbert King
  - Behind the Beautiful Forevers: Life, Death and Hope in a Mumbai Undercity của Katherine Boo
  - The Forest Unseen: A Year's Watch in Nature của David George Haskell
- 2014: Toms River: A Story of Science and Salvation của Dan Fagin
  - The Blood Telegram: Nixon, Kissinger and a Forgotten Genocide của Gary J. Bass
  - The Insurgents: David Petraeus and the Plot to Change the American Way of War của Fred Kaplan